# Josep-Lluís Serrano Pentinat
Josep-Lluís Serrano Pentinat (Tivissa, 1977. március 19. –) katalán (spanyol) katolikus egyházi prelátus, aki 2025 óta az Urgelli egyházmegye püspöke, hivatalánál fogva Andorra társállamfője, püspöki társhercegi minőségben. Serrano 2012 és 2024 között az Apostoli Szentszék diplomáciai szolgálatában dolgozott.

## Élete
Serrano 1977. március 19-én született ta spanyolországi, Katalónia tartománybeli Tivissában. Folyékonyan beszél katalánul, spanyolul, franciául, angolul, olaszul és portugálul . 14 évesen lépett be a tortosai kisszemináriumba, majd 1995-ben lépett be a nagyszemináriumba. A barcelonai Katalóniai Teológiai Karon tanult, és 2001-ben teológiai diplomát szerzett. Serranót 2001-ben szentelték diakónussá, és egy évig szolgált ebben a pozícióban az ampostai Mária mennybemenetele plébánián. 2002. április 21-én Xavier Salinas i Vinyals püspök pappá szentelte a tortosai székesegyházban.
Serrano 2002 és 2005 között három vidéki plébánia, La Palma d’Ebre, La Bisbal de Montsant és Margalef papjaként szolgált. 2005 és 2007 között dogmatikus teológiát tanult a Gregoriana Pápai Egyetemen, 2007-ben licenciátust szerzett. Visszatérve Tortosába, Sant Andreu és Sant Pere plébániáinak papja volt, mindkettő Vandellòs i l’Hospitalet de l’Infant községben. [2] 2008 és 2009 között a Costa Nord lelkipásztori egységének moderátoraként is szolgált. 2007 és 2009 között a Tortosai Nagyszeminárium oktatója volt.
Serrano 2009 és 2012 között a római Pápai Egyházi Akadémián, a Pápai Lateráni Egyetemen tanult, ahol 2011-ben kánonjogi licenciátust szerzett, valamint a Gregoriana Pápai Egyetemen, ahol 2012-ben dogmatikus teológiából doktorált a Palabra Sacramento y Carisma: La eclesiologia de E. Corecco című művével.
Serrano 2012 és 2016 között a mozambiki nunciatúra titkára volt. Ezt követően 2016 és 2017 között a nicaraguai nunciatúra, 2017 és 2019 között a brazíliai nunciatúra titkáraként szolgált. 2019-ben az Államtitkárság Általános Ügyek Osztályának tanácsosa lett[1], 2024-re pedig Edgar Peña Parra érsek, az államtitkár helyettese személyi titkára volt.

## Urgell püspöke és Andorra társhercege (2025–napjainkig)
2024. július 12-én Ferenc pápa Serranót nevezte ki az Urgelli egyházmegye koadjutor püspökévé. Ez azt jelentette, hogy Joan-Enric Vives i Sicília lemondása után Serrano Urgell püspöke és így Andorra társhercege lesz. Kinevezése véget vetett a helyi sajtóban megjelent találgatásoknak, miszerint Andorra számára önálló egyházmegyét hozhatnak létre, vagy hogy a püspök társhercegi szerepének megváltoztatását fontolgatják. Püspökké szentelését szeptember 21-én kapta meg Edgar Peña Parra érsektől.
2025. május 31-én Serrano Urgell püspöke és Andorra társhercege is lett, miután XIV. Leó pápa elfogadta Vives lemondását.

## Fordítás
Ez a szócikk részben vagy egészben  a   Josep-Lluís Serrano Pentinat című angol Wikipédia-szócikk fordításán alapul.  Az eredeti cikk szerkesztőit annak laptörténete sorolja fel. Ez a jelzés csupán a megfogalmazás eredetét és a szerzői jogokat jelzi, nem szolgál a cikkben szereplő információk forrásmegjelöléseként.